# Prîiut, Novoarhanhelsk
Prîiut (în ucraineană Приют) este un sat în comuna Kalnîbolota din raionul Novoarhanhelsk, regiunea Kirovohrad, Ucraina.

## Demografie
Componența lingvistică a localității Prîiut
     Ucraineană (100%)
Conform recensământului din 2001, toată populația localității Prîiut era vorbitoare de ucraineană (100%).